# MER innebandy
MER innebandy var ett spel publicerat 31 december 1996 av den svenska spelstudion Unique Development Studios för PC. MER innebandy är ett av få utvecklade innebandyspel och innehöll riktiga svenska spelare liksom alla dåvarande lag i Svenska Superligan. Ordet MER i spelets titel hänvisar till drycken och copyrights ägs av bryggeriet Falcon.